# Koczargi Nowe
Koczargi Nowe (prononciation : [kɔˈt͡ʂarɡi ˈnɔvɛ]) est un village polonais, situé dans la gmina de Stare Babice de la Powiat de Varsovie-ouest et dans la voïvodie de Mazovie dans le centre-est de la Pologne.
Il se situe à environ 5 kilomètres à l'ouest de Stare Babice, 5 kilomètres au nord d'Ożarów Mazowiecki et à 15 kilomètres à l'ouest de Varsovie.
Le village a une population de 489 habitants en 2010.